# ジョー・タラモ

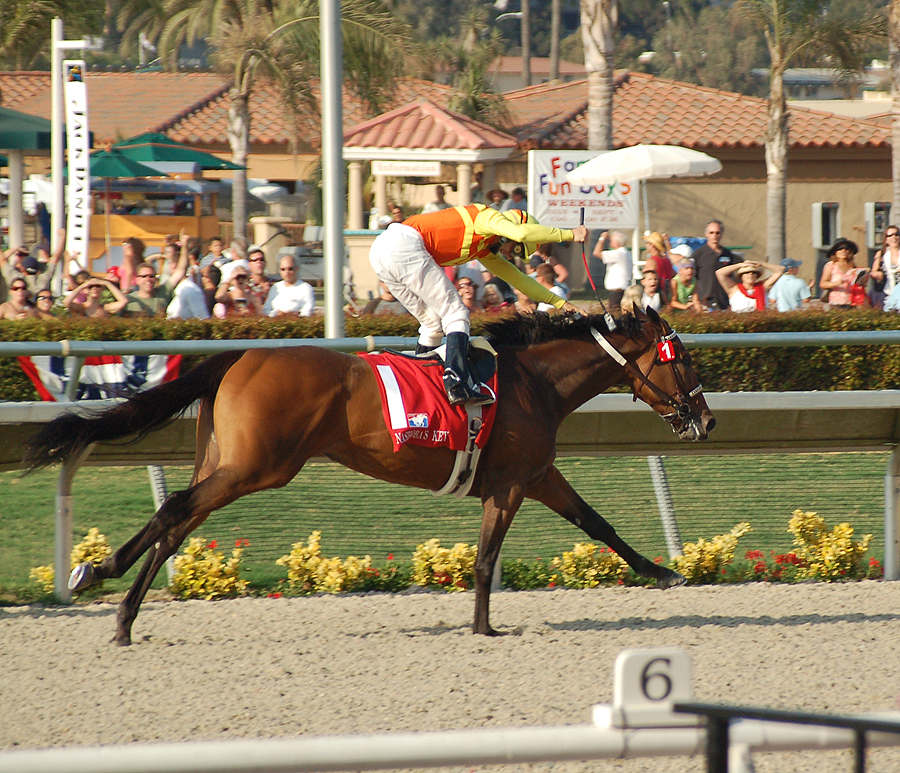
2007年クレメントLハーシュハンデキャップ（騎乗馬ナショバズキー）

ジョー・タラモ（Joe Talamo、1990年1月12日 - ）は、カリフォルニア州南部を拠点とする騎手。アメリカ出身。

## 来歴
2006年、中学校を卒業する。卒業後に騎手となり、6月9日にルイジアナダウンズ競馬場で初勝利を挙げる。その後カリフォルニア南部に拠点を移し、レイルバードステークスをアシュレイズキティに騎乗して制し、重賞初勝利を挙げる。
2007年、7月にヴァニティハンデをナショバズキーに騎乗して制し、G1初勝利を挙げる。この年の春/夏シーズンは春73勝、夏68勝で2位となり、ハリウッドパーク競馬場の見習騎手のなかでも歴代2位という成績となった。11月に第27回ジャパンカップに出走するアルティストロワイヤルに騎乗するために日本へ遠征し、1990年代生まれの騎手で最初の中央競馬の騎乗となった。またジャパンカップの騎乗時は17歳10か月で、リチャード・ミグリオーレに次いで2番目の若さである。

## おもな騎乗馬
- アルティストロワイヤル / Artiste Royal（2007年 クレメントLハーシュ記念ターフ選手権）